# Nälkäjärvi (Övertorneå socken, Norrbotten)
Nälkäjärvi är en sjö i Övertorneå kommun i Norrbotten och ingår i Torneälvens huvudavrinningsområde.